# U WAVE 3
『U WAVE 3』（ユー・ウェイブ スリー）は2015年9月26日にM-TRESから発売されたU WAVE（宇都宮隆のプロジェクト）の3rdオリジナル・アルバム。

## 概要
U WAVE名義のアルバムとしては2010年発売の『U WAVE 2 FRE-QUEN-CY』以来約5年ぶりとなる作品。
2013年9月にコンサートツアー「U WAVE Tour 2013 フォースアタック」のツアーパンフレット付CDとして発売されたシングル「AI」から3曲と、新曲4曲、nishi-kenによるリミックス1曲の全8曲で構成されている。
「NO LIMIT」と「connect」は本作の発売前に先行で配信された。
CDはU WAVEのコンサートツアー「U WAVE 10th Anniversary Tour 2015 -FIFTH ELEMENT-」の会場限定販売で、その後一般販売は一切行われなかった。なお、このコンサートツアーはZepp Diver City Tokyo公演の模様が2016年4月9日にBlu-rayで商品化されている。

## 収録曲
| 全作詞: 田中花乃、全作曲: 土橋安騎夫。 |                                            |           |            |            |      |
| #                                      | タイトル                                   | 作詞      | 作曲・編曲 | 編曲       | 時間 |
| 1.                                     | 「connect」                                | 田中花乃  | 土橋安騎夫 | 土橋安騎夫 | 4:31 |
| 2.                                     | 「Dear Mr.pride」                          | 田中花乃  | 土橋安騎夫 | 土橋安騎夫 | 3:47 |
| 3.                                     | 「NO LIMIT」                               | 田中花乃  | 土橋安騎夫 | 土橋安騎夫 | 4:27 |
| 4.                                     | 「True Blue」                              | 田中花乃  | 土橋安騎夫 | 土橋安騎夫 | 3:56 |
| 5.                                     | 「AI」                                     | 田中花乃  | 土橋安騎夫 | 土橋安騎夫 | 4:53 |
| 6.                                     | 「Still the one」                          | 田中花乃  | 土橋安騎夫 | 土橋安騎夫 | 4:23 |
| 7.                                     | 「4Feelings」                              | 田中花乃  | 土橋安騎夫 | 土橋安騎夫 | 4:02 |
| 8.                                     | 「NO LIMIT (nishi-ken "overrider" remix)」 | 田中花乃  | 土橋安騎夫 | nishi-ken  | 5:14 |
| 合計時間:                              | 合計時間:                                  | 合計時間: | 35:13      |            |      |